# Junta de Observación
Se conoce con este nombre a la Junta nombrada luego de la caída del director supremo Carlos María de Alvear, en 1815, y que designó como sucesor a José Rondeau. Estando este en el  Salta, al mando del  Ejército del Norte, nombró como director provisorio a Ignacio Álvarez Thomas. Su principal función fue redactar el Estatuto provisional de 1815. Oficialmente sus funciones concluyeron el 24 de marzo de 1816, con la apertura del Congreso de Tucumán.

## Formación de la Junta de Observación
El gobierno de  Alvear había tenido notas de autoritarismo dictatorial, que contrastaban con las libertades consagradas en la Asamblea del Año XIII. El 20 de abril de 1815, renuncia a su cargo de director supremo, luego de una serie de motines y gestos subversivos desde el interior del país. Estos motines comenzaron el 16 de febrero en  Mendoza, con el desconocimiento del  gobernador intendente designado en reemplazo de José de San Martín, y concluyeron el 3 de abril, con el motín de Fontezuelas liderado por  Álvarez Thomas. 
El Cabildo de Buenos Aires toma provisionalmente el poder. Para no establecer un nuevo poder centralista (que fuera resistido por las provincias del interior), en sesión secreta se designó el 19 de abril a tres electores para que eligieran al sucesor de  Alvear.  Estos electores designaron a José Rondeau como Director Supremo, y dada su ausencia por encontrarse en el  Salta liderando el  Ejército del Norte; acordaron designar provisoriamente a  Álvarez Thomas, jefe de la rebelión que depusiera a su antecesor.
Además, los tres electores se creó un poder moderador que llevó el nombre de Junta de Observación,
destinada a contener los abusos del poder mediante la restitución de la libertad de imprenta, la seguridad individual y demás objetivos de la felicidad pública. Esta Junta estaba integrada por  Esteban Gascón, Pedro Medrano, Antonio Sáenz, José Mariano Serrano y Tomás Manuel de Anchorena; y tenía la misión de redactar un Estatuto Provisional que reemplazara a modo de Constitución el cuerpo legal vigente. Este reglamento es conocido como el Estatuto provisional de 1815 y determinaba que una vez en el poder el Director Supremo, se enviarían invitaciones a las provincias para elegir diputados y formar un Congreso en  Tucumán. El Estatuto fue entregado por Esteban Gascón (elegido presidente de esa Junta) al Director Suplente  Álvarez Thomas, quien lo aprobó y lo envió a las provincias. Casi nada de este Estatuto se puso en práctica, excepto lo referido a la formación del Congreso.

## Vigencia y disolución
La totalidad de la Junta de Observación estuvo presente en el Congreso: todos fueron elegidos diputados por  Buenos Aires, con excepción de José Mariano Serrano, quien participó como diputado por  Charcas. 
El 26 de octubre de 1816, los integrantes de la Junta de Observación solicitaron al Congreso de Tucumán, la designación de un reemplazo para la totalidad de sus miembros. Esta solicitud coincidía con el debate sobre la conveniencia de trasladar el Congreso a Buenos Aires. 
Luego de un breve debate, el Congreso acordó dar una contestación a la Junta. Según la crónica de “El Redactor”, le expresaría que, “tratándose de la pronta traslación del Congreso a aquella capital”, por las “justas consideraciones” que se exponían en el “Manifiesto” dirigido a los pueblos, se disponía que los miembros de la Junta continuaran en el desempeño de sus funciones, “hasta que se verificara la referida mudanza de la corporación”.
Finalmente, con el traslado del Congreso, se disolvió la Junta de Observación, la cual legalmente debía quedar disuelta con la formación misma del Congreso de Tucumán.